# Фернандо Вандели
Фернандо Ђузепе Марија Вандели (итал. Fernando Giuseppe Maria Vandelli; Модена 5. април 1907 — Модена 13. јул 1977) бивши је италијански атлетичар који се такмичио у бацању кладива.

## Спортска каријера
Вандели је представљао Италију на Летњим олиппијским играма 1932. у [] у [Лос Анђелес]]у у бацању кладива. Завршио је на 9. месту резултатома 45,16 метара. 
На 1. Европском првенству 1934. у Торину освојио је сребрну медаљу бацањем на 48,69 м, иза Финца Вила Перхеле.
Лични рекорд 49,26 поставио је 1932. године 